# Nancy Garden
Nancy Garden (n. 15 mai 1938 – d. 23 iunie 2014) a fost o scriitoare americană de literatură pentru copii și tineri. S-a născut în Boston, Massachusetts. Este cunoscută în special pentru cartea ei Annie în Mintea Mea (1982), care a devenit populară dar a stârnit și controverse, deoarece protagonistele ei sunt lesbiene.
1. 1 2  Nancy Garden, Find a Grave, accesat în 9 octombrie 2017
2. 1 2  Nancy Garden, Internet Speculative Fiction Database, accesat în 9 octombrie 2017
3. ↑  Nancy Garden, SNAC, accesat în 9 octombrie 2017
4. ↑  Library of Congress Name Authority File, accesat în 14 aprilie 2016
5. ↑  Czech National Authority Database, accesat în 1 martie 2022